# Episodi di Suspicious Minds (serie televisiva 2025)
La prima stagione della serie televisiva Suspicious Minds (Ladrones: La tiara de santa Águeda), composta da 6 episodi, è stata pubblicata in prima visione assoluta in Spagna su Disney+ il 13 giugno 2025.
In Italia la stagione è stata distribuita sul servizio di streaming on demand Disney+ interamente il 10 luglio 2025.
| nº | Titolo originale               | Titolo italiano                | Pubblicazione Spagna | Pubblicazione Italia |
| -- | ------------------------------ | ------------------------------ | -------------------- | -------------------- |
| 1  | La Tiara de santa Águeda       | La Tiara di Sant'Agata         | 13 giugno 2025       | 10 luglio 2025       |
| 2  | ¿Os unís a nuestra banda?      | Vuoi unirti alla nostra banda? | 13 giugno 2025       | 10 luglio 2025       |
| 3  | La huella                      | L'impronta digitale            | 13 giugno 2025       | 10 luglio 2025       |
| 4  | Tú y yo a la fiesta            | Tú y yo a la fiesta            | 13 giugno 2025       | 10 luglio 2025       |
| 5  | Hasta que la muerte nos separe | Finché morte non ci separi     | 13 giugno 2025       | 10 luglio 2025       |
| 6  | El día D                       | D-Day                          | 13 giugno 2025       | 10 luglio 2025       |

## La Tiara di Sant'Agata
- Titolo originale: La Tiara de santa Águeda
- Diretto da: Inma Torrente
- Scritto da: Verónica Marzá, Pablo Roa y Fernando Sancristóbal

## Vuoi unirti alla nostra banda?
- Titolo originale: ¿Os unís a nuestra banda?
- Diretto da: Inma Torrente
- Scritto da: Verónica Marzá, Pablo Roa y Fernando Sancristóbal

## L'impronta digitale
- Titolo originale: La huella
- Diretto da: Alejandro Bazzano
- Scritto da: Verónica Marzá, Pablo Roa y Fernando Sancristóbal

## Tú y yo a la fiesta
- Titolo originale: Tú y yo a la fiesta
- Diretto da: Alejandro Bazzano
- Scritto da: Verónica Marzá, Pablo Roa y Fernando Sancristóbal

## Finché morte non ci separi
- Titolo originale: Hasta que la muerte nos separe
- Diretto da: Inma Torrente
- Scritto da: Verónica Marzá, Pablo Roa y Fernando Sancristóbal

## D-Day
- Titolo originale: El día D
- Diretto da: Inma Torrente
- Scritto da: Verónica Marzá, Pablo Roa y Fernando Sancristóbal